# Dampierre-en-Graçay
Dampierre-en-Graçay är en kommun i departementet Cher i regionen Centre-Val de Loire i de centrala delarna av Frankrike. Kommunen ligger  i kantonen Graçay som tillhör arrondissementet Vierzon. År 2022 hade Dampierre-en-Graçay 248 invånare.

## Befolkningsutveckling
Antalet invånare i kommunen Dampierre-en-Graçay
Referens:INSEE